# Batalla de Upparapalli
La Batalla de Upparapalli fue un enfrentamiento militar librado entre las fuerzas del Sultanato de Delhi y las del reino hindú de la dinastía Kakatiya, resultando en una victoria de las segundas.

## Antecedentes
A principios del siglo XIII, la región del Decán, en el sur del subcontinente indio, era inmensamente rica y se mantenía protegida de los ejércitos extranjeros que habían saqueado la llanura indogangética. La dinastía Kakatiya gobernaba la parte oriental del Decán, con su capital en Warangal. En 1296, antes de que Alaudín ascendiera al trono de Delhi, había asaltado Devagiri, la capital de los vecinos de los kakatiyas, la dinastía Seuna. El inmenso botín obtenido en Devagiri lo impulsó a planear una invasión de Warangal, pues el reino era famoso por su riqueza. Después de su conquista de Ranthambore en 1301, Alauddin había ordenado a su general Ulugh Jan que se preparara para una marcha a Warangal, pero la muerte prematura de aquel puso fin a este plan.
A finales de 1302 o principios de 1303, el propio Alaudín marchó a Chittor y envió otro ejército a Warangal. Este segundo ejército estaba dirigido por Malik Juna (o Jauna), quien era secundado por Malik Chajju (o Jhujhu). Malik Juna era hijo de Ghazi Malik y ocupaba el cargo de dadbek-i-hazrat; Malik Chajju era sobrino del difunto general de Alaudín, Nusrat Jan, y gobernador de Kara. Otros autores mencionan a un general llamado Malik Fakruddin o Malik Faḵẖr-ud-Dīn como comandante de la expedición.

## Enfrentamiento
Según el cronista del siglo XIV, Ziauddin Barani, este ejército de Delhi había logrado llegar a Warangal, pero decidió regresar porque había comenzado la temporada de lluvias. El cronista del siglo XVI, Firishta, afirma que este ejército recibió la orden de llegar a Warangal a través de Bengala, aunque una ruta más corta pasaba por el centro de la India. El historiador Banarsi Prasad Saksena sugiere que esta decisión podría haberse tomado porque Alaudín aún no había conquistado la región de Malwa en el centro de la India. Sin embargo, su colega Kishori Saran Lal teoriza que el sultán quería reconquistar Bengala, que había sido parte de su sultanato bajo la dinastía mameluca, pero que desde entonces se había independizado, específicamente en 1301.
Firishta simplemente afirma que el ejército de Delhi regresó «confundido y destrozado sin lograr nada»: sus escritos no aclaran si el ejército llegó a Warangal o no. Lal especula que el ejército de Delhi sufrió una humillante derrota en Bengala, que estaba gobernada por el rebelde Shamsuddin Firoz Sah. Él teoriza que un Alauddin avergonzado decidió mantener este fracaso en secreto, lo que explica la narrativa de Barani. Por otro lado, P. V. P. Sastry cree que un ejército kakatiya rechazó a los invasores en Upparapalli, basándose en Velugoṭivāri-Vamṣavāli, que afirma que dos comandantes kakatiyas destruyeron el orgullo de los turushkas, apodo dado a los pueblos túrquicos.

## Consecuencias
Esta campaña de Warangal de 1302-1303 terminó en desastre, como atestiguan múltiples cronistas medievales. Cuando este ejército regresó cerca de Delhi en el invierno de 1303, había sufrido graves pérdidas en términos de hombres y equipaje, y no pudo entrar en Delhi para ayudar a Alaudín a luchar contra los mongoles, que habían sitiado Delhi. Sin embargo, Alaudín no se rindió y en 1309 envió otro ejército contra los kakatiyas.